# Nazionale maschile under 19 di calcio dell'Austria
La nazionale di calcio austriaca Under-19 è la rappresentativa calcistica Under-19 dell'Austria ed è posta sotto l'egida della Federazione calcistica dell'Austria.
La selezione compete per il campionato europeo di calcio Under-19, manifestazione in cui è arrivata per tre volte fino alle semifinali, nelle edizioni del 2003, del 2006 e del 2014.

## Piazzamenti agli Europei Under-19
- 2002: Turno di qualificazione
- 2003: Semifinale
- 2004: Turno di qualificazione
- 2005: Fase Elite
- 2006: Semifinale
- 2007: Fase a gironi
- 2008: Turno di qualificazione
- 2009: Fase Elite
- 2010: Fase a gironi
- 2011: Turno di qualificazione
- 2012: Fase Elite
- 2013: Fase Elite
- 2014: Semifinale
- 2015: Fase a gironi
- 2016: Fase a gironi
- 2017: Fase Elite
- 2018: Fase Elite
- 2019: Turno di qualificazione
- 2022: Fase a gironi
- 2023: Turno di qualificazione